# Olpium milneri
Olpium milneri är en spindeldjursart som beskrevs av Volker Mahnert 2007. Olpium milneri ingår i släktet Olpium och familjen Olpiidae. Inga underarter finns listade i Catalogue of Life.